# Mammillaria theresae
Mammillaria theresae là một loài thực vật có hoa trong họ Cactaceae. Loài này được Cutak mô tả khoa học đầu tiên năm 1967.

## Hình ảnh

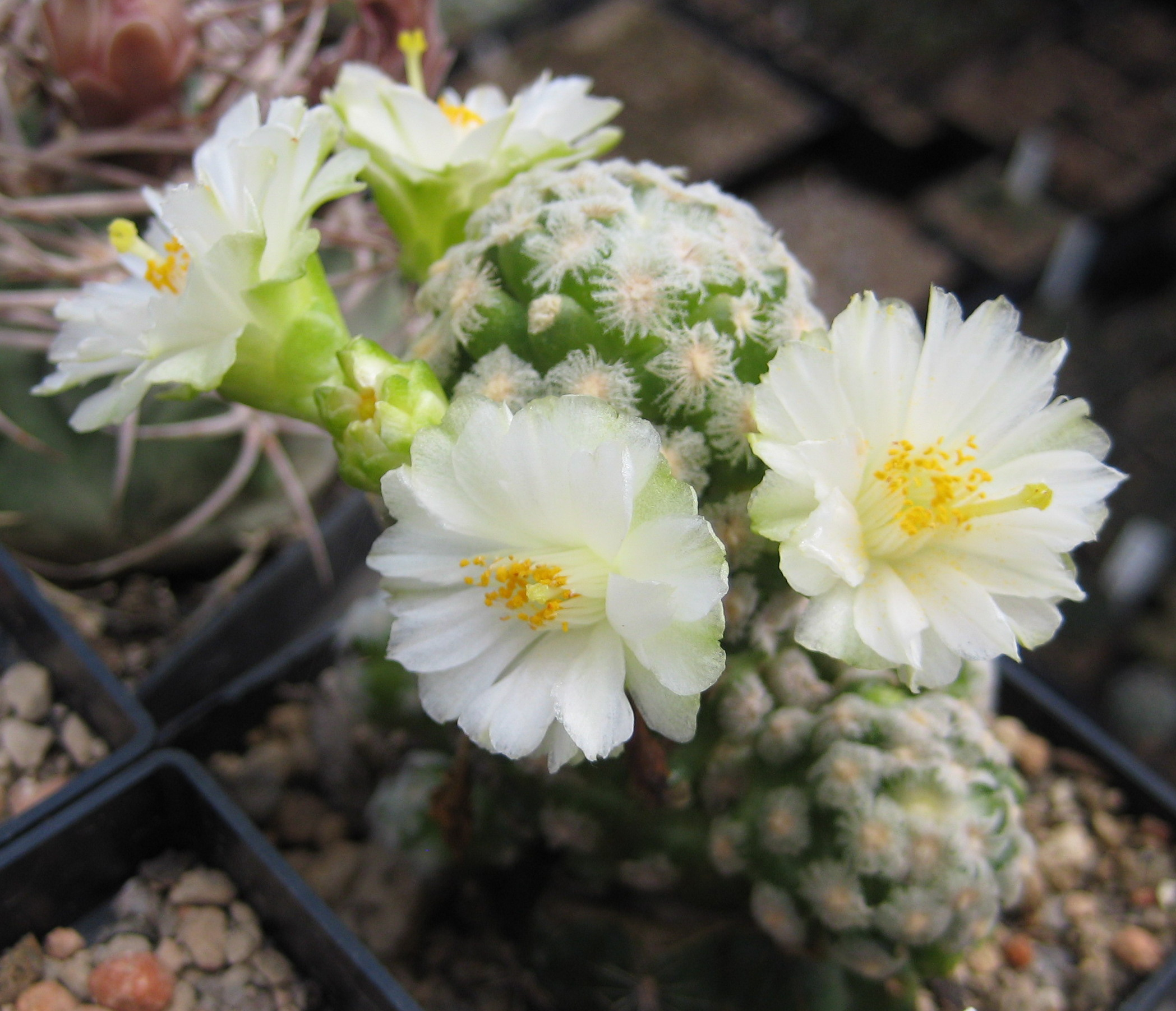
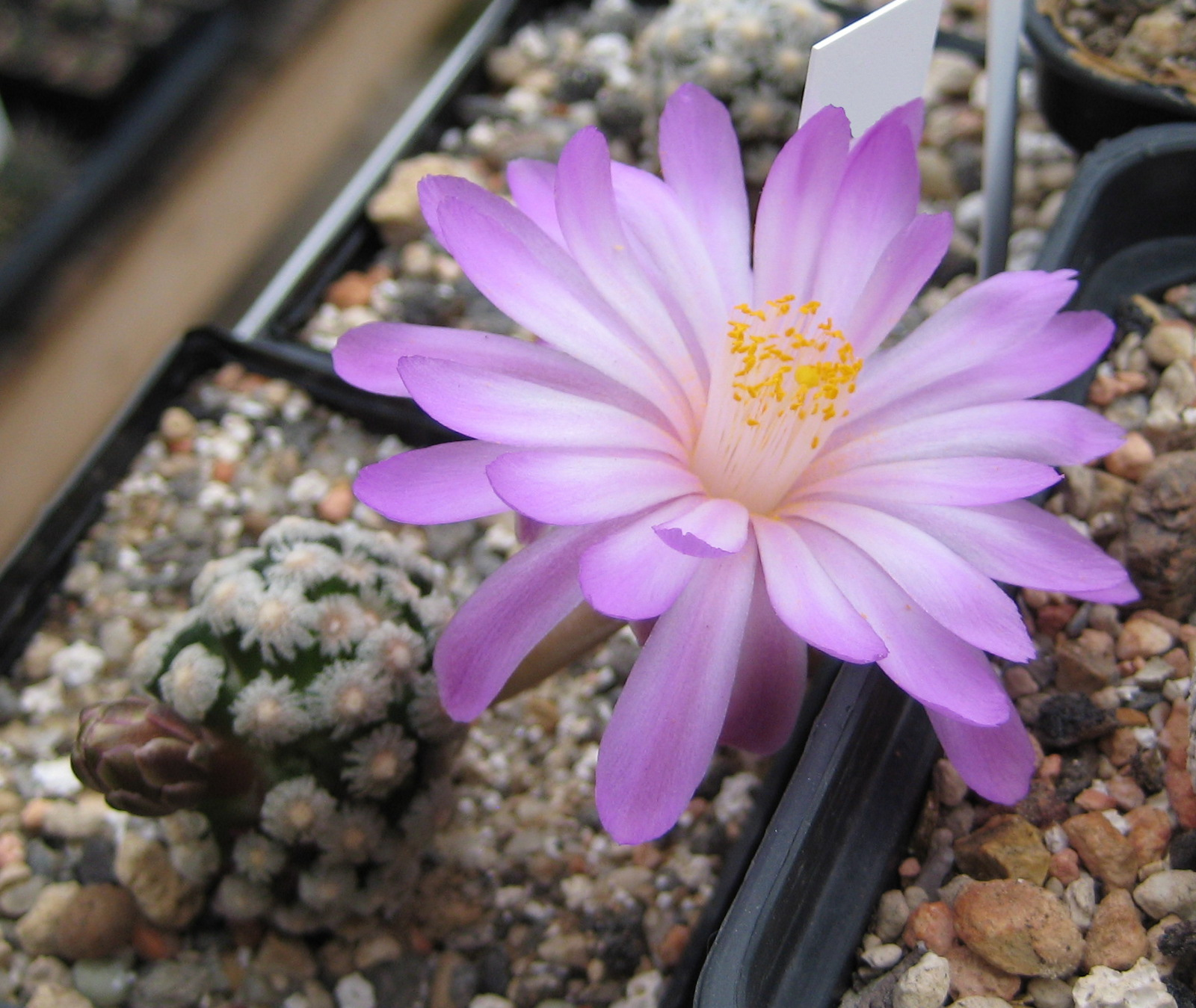
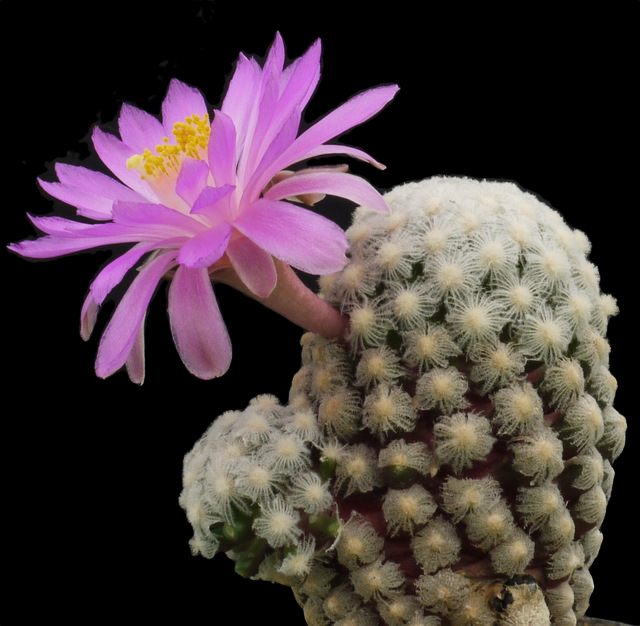
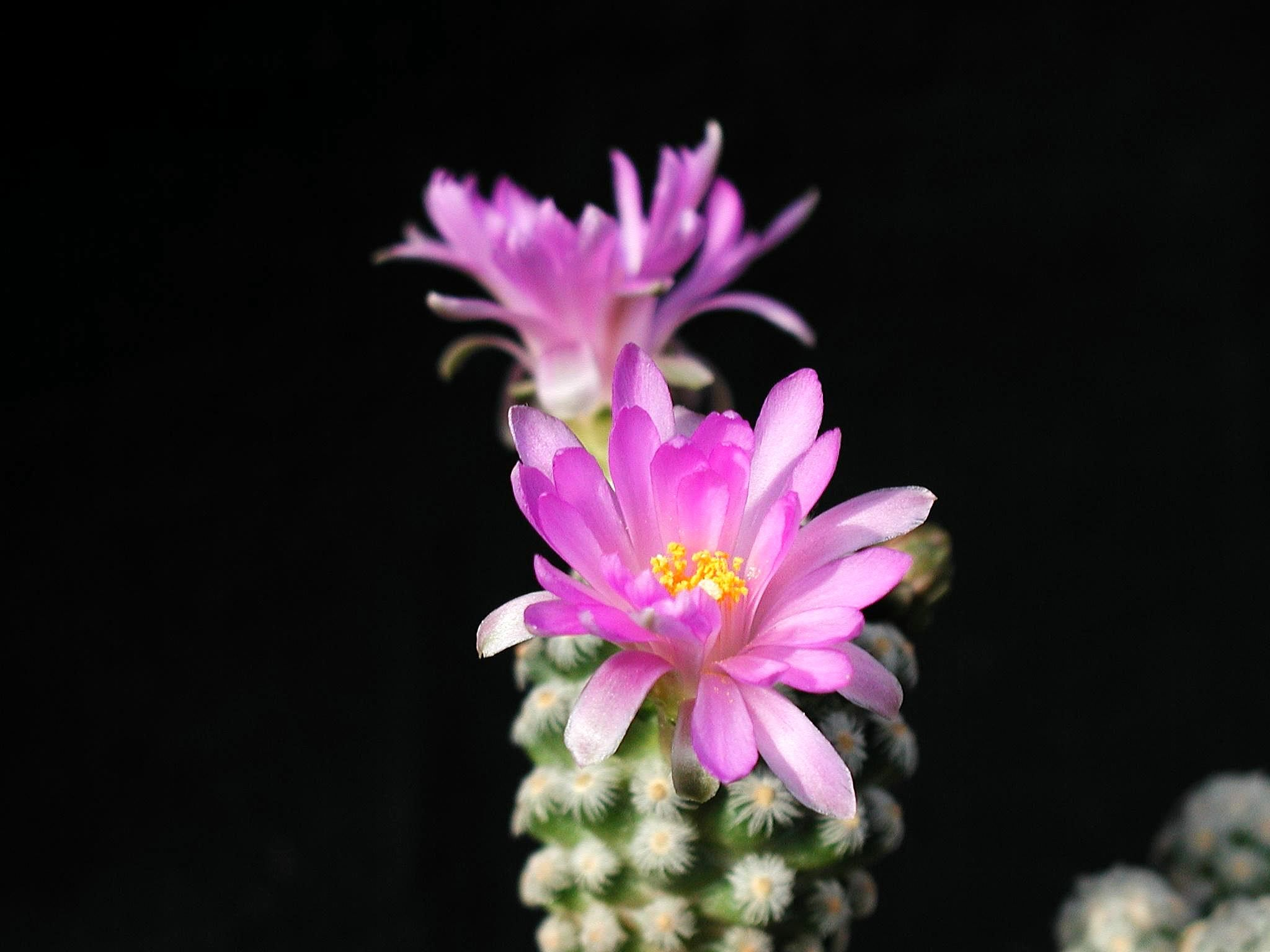